# Махарадзе, Каха Малхазович
Каха Малхазович Махарадзе (груз. კახი მალხაზის ძე მახარაძე; 20 октября 1987, Тбилиси, Грузинская ССР, СССР) — грузинский футболист, выступающий на позиции полузащитника. С 2006 года по 2015 год играл за национальную сборную Грузии, с 2020 года также выступает за узбекистанский клуб «Локомотив (футбольный клуб, Ташкент)».

## Карьера
В 2004 году начал свою профессиональную карьеру в одном из самых знаменитых клубов Грузии — «Динамо» (Тбилиси), где провёл три сезона и в общей сложности сыграл в трёх матчах. В сезоне 2007 года перешёл в «Динамо» (Батуми), где выступал два сезона, и в проведённых двенадцати матчах забил три гола.
В 2009 году переехал в Узбекистан и подписал контракт с ташкентским «Локомотивом». В «Локомотиве» играл в первой лиге, где за два сезона провёл девятнадцать матчей и забил один гол. В 2009 году по итогам опроса на официальном сайте «Локомотива», был признан лучшим игроком года.
В феврале 2011 года подписал контракт с одним из знаменитых клубов Узбекистана — ташкентским «Пахтакором». В составе «Пахтакора» стал ведущим игроком, играл в матчах Лиги Чемпионов АФК. В 2011 году стал бронзовым призёром чемпионата Узбекистана и обладателем Кубка Узбекистана, а в 2012 году — чемпионом Узбекистана.
В период с 2013 по 2015 годы Махарадзе являлся капитаном «Пахтакора». В общей сложности Махарадзе сыграл в составе «Пахтакора» в 120 матчах и забил 26 голов. В январе 2016 года подписал контракт с ташкентским «Локомотивом», за которого выступал до конца 2018 года.

### Карьера в сборной
В международных матчах на уровне сборных дебютировал 18 октября 2004 года. В составе юношеской сборной Грузии играл против сверстников из Словакии, и помог команде победить со счётом 4:2. В составе сборной Грузии до сегодняшнего времени провел четыре матча. Последний раз был вызван в сборную в марте 2015 года в матче против сборной Германии.

## Достижения

### Командные
В составе «Локомотива»:
- Чемпион Узбекистана: 2016, 2017
- Обладатель Кубка Узбекистана: 2016, 2017

В составе «Пахтакора»:
- Чемпион Узбекистана: 2012, 2014, 2015
- Обладатель Кубка Узбекистана: 2011
- Бронзовый призёр Чемпионата Узбекистана: 2011

В составе «Динамо Тбилиси»:
- Чемпион Грузии: 2004/2005
- Обладатель Суперкубка Грузии: 2005

### Личные
В составе ташкентского «Локомотива»:
- Лучший игрок года в по версии официального сайта клуба: 2009.

## Личная жизнь
Отец Малхаз Махарадзе (1963—2024) — футболист, известный игрок тбилисского «Динамо» в середине 1980-х годов. Брат Борис Махарадзе (род. 1990) — профессиональный футболист.